# Populus tremuloides
Il pioppo tremulo (Populus tremuloides), che prende il nome dall'europeo Populus tremula, è un albero deciduo appartenente alla famiglia delle Salicaceae e che può crescere fino a 35 m di altezza. La sua corteccia è grigio scuro con solchi mentre i suoi rami sono di colore marrone rossastro. Le foglie sono caduche e arrotondate con denti sui margini e ghiandole resinose poco evidenti, leggermente bianche nella parte inferiore. I fiori sono piccoli e crescono in strutture allungate chiamate amenti. Cresce dal livello del mare fino a quasi 4000 metri di altitudine, dal Nord America fino al nord della Valle del Messico.

## Distribuzione e habitat
Originaria delle aree meno temperate del Nord America, con il limite settentrionale determinato dall'intolleranza al permafrost. In Canada è presente in tutte le province e i territori, con la possibile eccezione del Nunavut. Negli Stati Uniti è presente a basse altitudini fino al Nebraska settentrionale e all'Indiana centrale. Più a ovest cresce ad altitudini più elevate, fino a Guanajuato, in Messico. Negli Stati Uniti occidentali, questo albero sopravvive raramente ad altitudini inferiori ai 350 metri sul livello del mare (m s.l.m.), a causa degli inverni miti che si verificano al di sotto di tale altitudine. Di solito si trova tra i 1250 e i 3000 m s.l.m..
L'appellativo tremuloides si riferisce al tremolio o allo scuotimento delle sue foglie, anche alla minima brezza, dovuto ai piccioli appiattiti. Altre specie di Populus hanno piccioli parzialmente appiattiti per tutta la loro lunghezza, mentre il pioppo tremulo li ha appiattiti da un lato all'altro per tutta la lunghezza dei piccioli. Il tremolio delle foglie produce un suono morbido, considerato da molti un segno distintivo di questa specie.

## Descrizione
È un albero di medie dimensioni, di solito 20-25 m da adulto, con un tronco di 2-8 dm di diametro; i record massimi misurano 37 m di altezza e 14 dm di diametro. Le foglie degli adulti sono strettamente arrotondate, di 4-8 cm di diametro con piccole tacche arrotondate, lunghe 3-7 cm, piccioli appiattiti. I giovani alberi hanno foglie molto più lunghe (1-2 dm) e di aspetto triangolare. I fiori sono amenti lunghi 4-6 cm, prodotti all'inizio della primavera prima delle foglie; è un albero dioico diclino, con fiori maschili e femminili su alberi diversi. I frutti sono capsule pendule lunghe 1 dm con un peduncolo di 6 mm; ogni capsula contiene una decina di minuscoli semi inglobati in una lanugine cotonosa, che favoriscono la dispersione eolica dopo la maturazione all'inizio dell'estate.
I cloni di arbusti nani esistono in ambienti marginali troppo freddi e secchi per sostenere grandi alberi, ad esempio alle altezze limitate delle White Mountains, in California.
Si propaga sia per seme che per radice ed è comune l'uso estensivo di colonie clonali. Ogni colonia deriva da una madre, in modo che tutti i suoi alberi abbiano caratteristiche identiche e condividano la stessa struttura radicale. Un clone può avere un colore che si manifesta prima o dopo l'estate rispetto ai cloni vicini. Le tonalità estive di solito vanno dal giallastro brillante; in alcune zone si osservano occasionalmente forti sfumature rossastre.
Poiché tutti gli alberi di una colonia clonale fanno parte dello stesso organismo, la colonia clonale di Pando è considerata l'organismo vivente più grande e più antico, con una massa di 6.000 tonnellate e circa 80.000 anni di età.

## Decessi
Intorno al 1996, gli esperti statunitensi hanno notato un aumento del numero di esemplari morti o morenti di questa specie. Mentre l'aumento accelerava, il dibattito sulle cause era ancora in corso nel 2004. Non c'erano insetti, malattie o condizioni ambientali che identificassero in modo specifico la causa o le cause. Già si trovavano alberi vivi adiacenti a un albero morto, oppure boschetti interi o parziali trovati morti.
Molte aree degli Stati Uniti occidentali hanno registrato un aumento della mortalità, spesso attribuito al pascolo eccessivo del bestiame. Sulle alture, dove le erbe possono essere scarse e rare, il bestiame divora i nuovi germogli di pioppo, impedendo loro di raggiungere la maturità. In questi casi, il bestiame mette in serio pericolo la salute della piantagione. Di conseguenza, alcuni pioppeti nelle vicinanze dell'area di pascolo diventano invasi da conifere, che il bestiame non vuole. Alla fine, le conifere competono con i pioppi perché questi ultimi non possono riprodursi a causa della mancanza di nuovi germogli. Anche le erbe colonizzano queste aree.
Poiché il meccanismo di rigenerazione vegetativa per la riproduzione utilizzato dai pioppi è essenzialmente clonale, presumibilmente condividono le stesse vulnerabilità: la debolezza di uno è la debolezza dell'intero gruppo e, in ultima analisi, la causa di morte per tutti. E condividono la fioritura congiunta, la gemmazione simultanea delle foglie, ecc. in ciascun gruppo parentale. In una conferenza tenutasi nello Utah nel settembre 2006, sono state condivise esperienze e metodologie di ricerca future.
Vale la pena di notare la resistenza del pioppo al fuoco. Ecco la sua strategia. Le sue radici producono nuovi germogli fino a 80 m di distanza. Se l'incendio avviene in inverno, lo strato di gelo preserva le radici, che germogliano di nuovo. E lo fanno molto rapidamente perché partono da un supporto radicale già consolidato. Lo stesso accade in primavera, quando il terreno è intriso d'acqua. Il fuoco favorisce quindi la preminenza di questa specie sulle conifere. D'altra parte, se un incendio scoppia in estate, muoiono tutte.